# Louis Elsevier
Louis Elsevier (eigentlich Lodewijk Elzeverius; der Familienname wird auch Elsevier oder Elzevier geschrieben; * 1540 in Löwen; † 4. Februar 1617 in Leiden) war ein niederländischer Buchbinder, Buchhändler sowie der Begründer des Verleger- und Buchhandelsgeschlechts der Elseviers. 

## Leben und Wirken
Elsevier, der Calvinist war, flüchtete 1580 aus religiösen Gründen und um dem massiven Eingriff der staatlichen und kirchlichen Zensur zu entgehen, aus den südlichen, spanischen Niederlanden und ließ sich in Leiden nieder. Da er kein Kapital für eine eigene Druckerei aufbringen konnte, eröffnete er ein Buchgeschäft, wo er wissenschaftliche – vorwiegend lateinische – Bücher für akademische Unterrichtszwecke verlegte. 1638 folgte eine Niederlassung in Amsterdam. Das Familienunternehmen vertrieb vornehmlich wissenschaftliche Bücher, unter anderem von Galileo Galilei, 
René Descartes und Joseph Justus Scaliger (die er alle persönlich kannte), in verschiedenen Sprachen. Der von dem niederländischen Rechtsgelehrten und Historiker Paulus Merula (1558–1607) herausgegebene Eutropius von 1592 wurde lange Zeit als seine erste Arbeit angesehen; mittlerweile gilt aber ein Band mit dem Titel Drusii Ebraicarum quaestionum ac responsionum libri duo, Lugdunensi, MDLXXXIII von 1583 als sein Erstwerk. Insgesamt veröffentlichte er rund 150 Werke.
1586 erhielt Elsevier die Stelle eines Pedells an der Leidener Universität und erwarb 1594 das Bürgerrecht.

## Familie
Elsevier hinterließ bei seinem Tod sieben Söhne, die allesamt in die beruflichen Fußstapfen des Vaters traten und als Buchbinder, Buchhändler oder Verleger im elterlichen Betrieb tätig wurden. Zwischen 1583 und 1712 waren mindestens 14 Familienmitglieder als Buchhändler, Buchbinder oder Verleger tätig. Sie profitierten von den vom Vater geknüpften guten Beziehungen zur Leidener Universität und zu zahlreichen Autoren. Seine Söhne Mathijs und Bonaventura wurden Buchhändler, Louis der Jüngere übernahm die Filiale in Den Haag und Joost die in Utrecht. Wenige Jahre später begründete Enkel Isaac Elsevier (1596–1651), nachdem er reich geheiratet hatte, eine Universitätsbuchdruckerei in Leiden. Das Druckhaus wurde schnell sehr erfolgreich, ging allerdings im frühen 18. Jahrhundert unter (wohingegen aus dem Den Haager und Utrechter Zweig der Familie später weitere Druckereien hervorgingen, die den Namen bis heute bekannt gehalten haben).